# Unione Sportiva Tempio 1995-1996
Questa voce raccoglie le informazioni riguardanti  l'Unione Sportiva Tempio nelle competizioni ufficiali della stagione 1995-1996.

## Rosa
| N. |                   | Ruolo | Calciatore          |
| -- | ----------------- | ----- | ------------------- |
|    | Italia (bandiera) | C     | Mario Branca        |
|    | Italia (bandiera) | A     | Cristiano Cimadon   |
|    | Italia (bandiera) | A     | Christian Colitti   |
|    | Italia (bandiera) | C     | Francesco Comiti    |
|    | Italia (bandiera) | A     | Pierluigi Corellas  |
|    | Italia (bandiera) | P     | Antonello De Giorgi |
|    | Italia (bandiera) | D     | Massimo Demartis    |
|    | Italia (bandiera) | C     | Francesco Felici    |
|    | Italia (bandiera) | C     | Andrea Ferrari      |
|    | Italia (bandiera) | D     | Francesco Frau      |

| N. |                   | Ruolo | Calciatore         |
| -- | ----------------- | ----- | ------------------ |
|    | Italia (bandiera) |       | Lucente            |
|    | Italia (bandiera) |       | Magagna            |
|    | Italia (bandiera) | D     | Carlo Nativi       |
|    | Italia (bandiera) | D     | Luca Panetto       |
|    | Italia (bandiera) | A     | Marco Pau          |
|    | Italia (bandiera) | C     | Sebastiano Pinna   |
|    | Italia (bandiera) | C     | Luca Rainieri      |
|    | Italia (bandiera) | D     | Gianluca Soggia    |
|    | Italia (bandiera) | D     | Alfredo Trovalusci |